# 中央公園動物園
中央公園動物園（英文：Central Park Zoo）是一座位於美國紐約市中央公園的小型動物園，面積約2.6公頃（6.4英畝）。它由國際野生動物保護學會管理，并被動物園和水族館協會認可。中央公園動物園是美國第二個公共動物園。
該動物園始建於1860年代，最早只是一個動物展覽，1934年修繕，增添了一些新建築。1980年代中期再次翻新，1988年重新開張，并用原生態環境代替了籠子。

## 動物
中央公園動物園有150多种动物，包括切葉蟻、食蟻獸、狐蝠、企鵝、北極熊和一些瀕危物種，包括懷俄明蟾蜍、厚嘴鸚哥、小熊貓和雪豹。

## 歷史
這個動物園並不在弗雷德里克·勞·奧姆斯特德和卡爾弗特·沃克斯最初的中央公園设计之中。最早它只是一個動物展覽，展出一些熊和天鵝。1864年，它被當地議會正式認可為動物園，是繼費城動物園（1859年）之後美國第二個公共動物園。1875年得到屬於自己的建築。
1900年代早期，比爾·斯奈德进入動物園工作，1904年公园買下了大象海蒂，後來這頭大象被譽為“最聰明的大象”。1922年，海蒂在動物園內去世。
1934年，建築師Aymar Embury二世為動物園設計了一些新建築。1983年，該動物園一度關張，并開始拆除。在1983年至1988年間，它由凱文·洛奇重新設計，1988年重新開張，并用原生態環境代替了籠子
。一些大型動物被送往布朗克斯動物園。

## 相關創作

### 文學
中央公園動物園曾出現在的兒童文學《波普先生的企鵝》（1938年）、傑羅姆·大衛·塞林格小說麥田裡的守望者（1951年）、杜魯門·卡波特中篇小說《夏日路口》（2005年）中。

### 音樂
1967年西蒙和加芬克爾的歌曲《At the Zoo》使用中央公園動物園作為一個重要設定。

### 動畫
中央公園動物園曾出現在《馬達加斯加》（2005年）、《狂野大自然》（2006年）、《馬達加斯加2》（2008年）、《波普先生的企鵝》（2011年）和《馬達加斯加3：歐洲大圍捕》（2012年）中。

## 擴展閱讀
- WPA Guide to New York City 1939, reprinted 1982, p 352
- Roy Rosenzweig and Elizabeth Blackmar, The Park and the People 1992
- Clinton H. Keeling, Skyscrapers and Sealions. Clam Publications, Guildford (Surrey), 2002.
- Joan Scheier, The Central Park Zoo. Arcadia Publishing, Portsmouth (New Hampshire), 2002.

## 外部連結
- 官方网站
- 美國印象：中央公園動物園（页面存档备份，存于）
- 紐約市動物園